# Park Stefana Żeromskiego w Warszawie
Park Stefana Żeromskiego – park w warszawskiej dzielnicy Żoliborz, znajdujący się w rejonie ulic: Mickiewicza, Krasińskiego, Czarnieckiego i Mierosławskiego.

## Historia

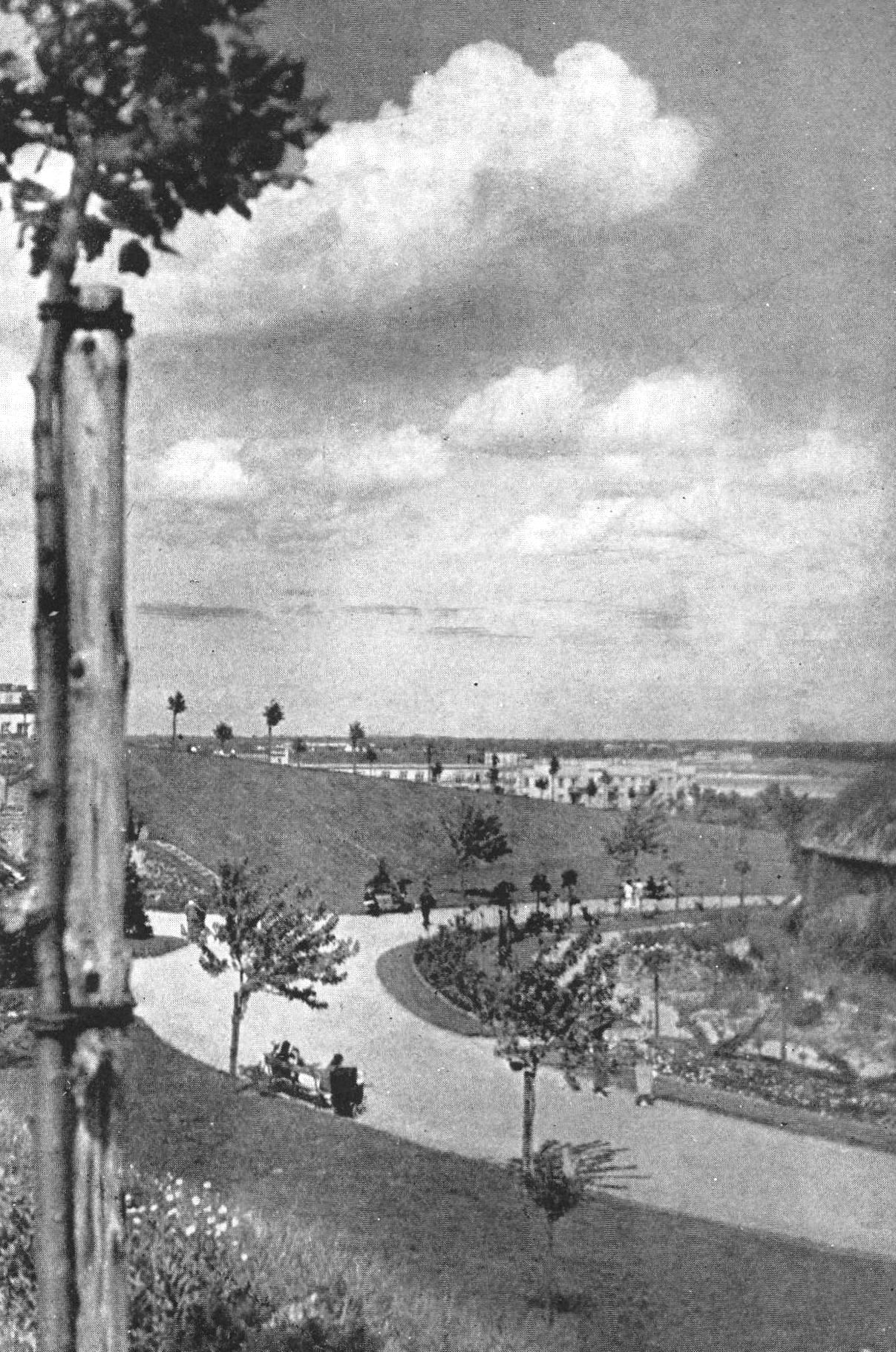
Park ok. 1939

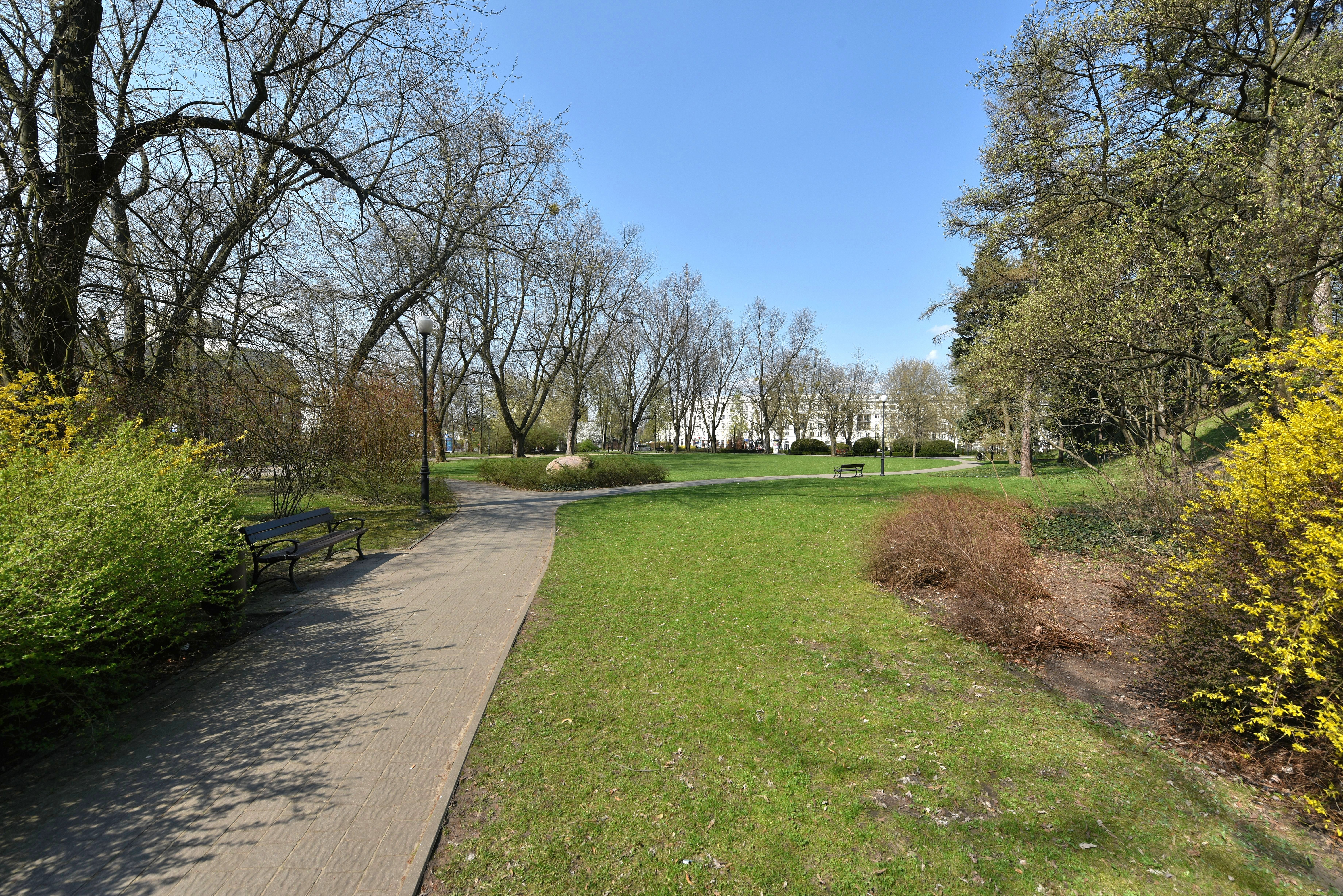
Fragment parku od strony placu Wilsona

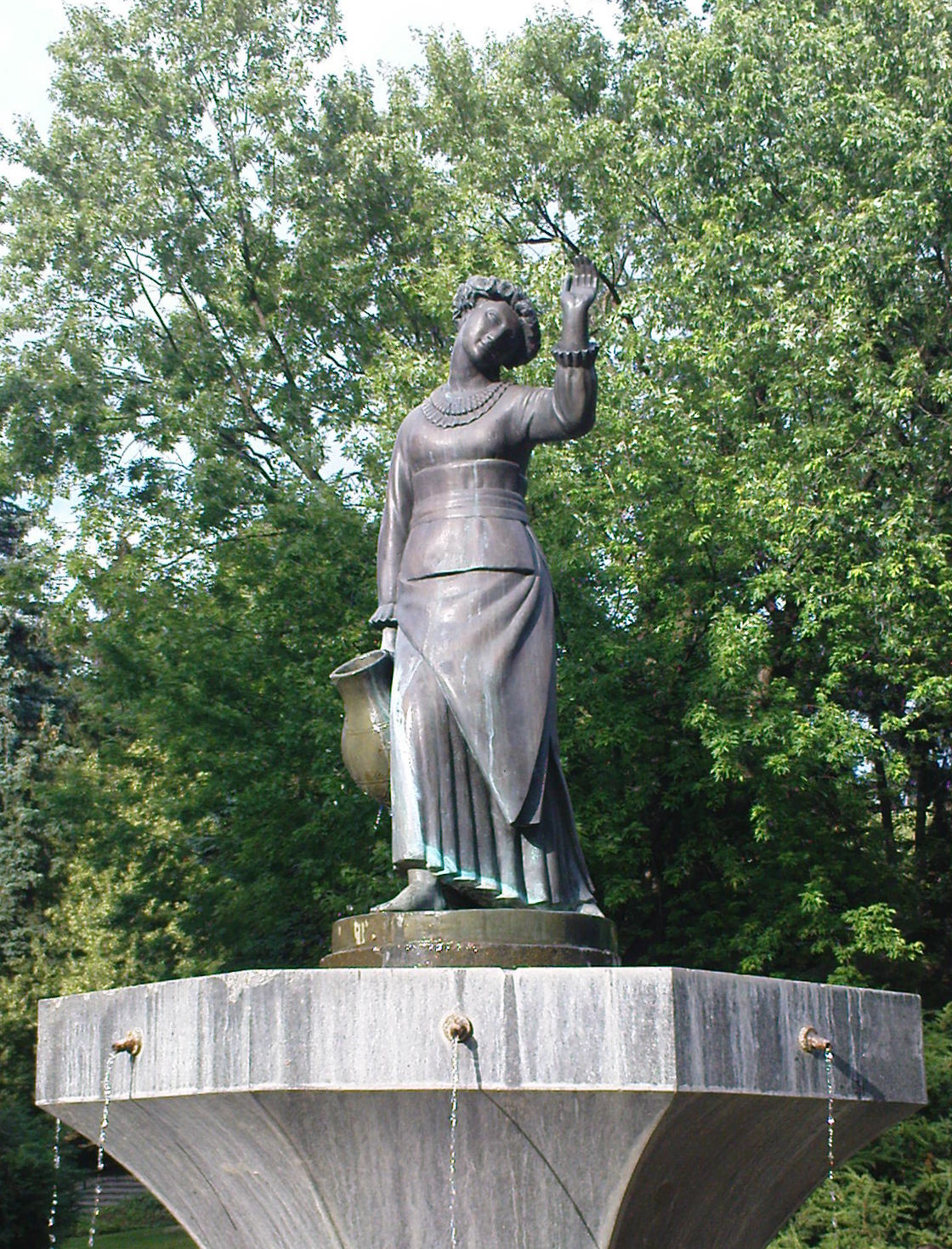
Fontanna z rzeźbą Dziewczyna z dzbanem autorstwa Henryka Kuny

Park został założony w latach 1925–1932 (według innego źródła 1930–1932) z inicjatywy Towarzystwa Przyjaciół Żoliborza na terenach wokół fortu Sokolnickiego. Z uwagi na trudną sytuację gospodarczą i wzrost bezrobocia przy jego urządzaniu zatrudniono ok. 600 bezrobotnych, na co uzyskano środki z budżetu państwa. Pozostałe koszty urządzenia parku, w tym budowę ogrodzenia, poniosło Towarzystwo Przyjaciół Żoliborza, finansując je ze składek swoich członków. Do kompozycji parku wykorzystano wały i fosy dawnych fortyfikacji. Główne wejście umieszczono od strony placu Wilsona, pozostałe od strony ulic Krasińskiego i Mierosławskiego.
Projektantami parku byli Leon Danielewicz i Stanisław Zadora-Życieński. Na skwerze, przy głównym wejściu od placu Wilsona, ustawiono fontannę z rzeźbą Dziewczyna z dzbanem nazywaną przez mieszkańców Aliną dłuta Henryka Kuny. Otaczał ją okrągły trawnik i kuliste krzewy cisów. Rzeźba stała się jednym z symboli Żoliborza.
Park został otwarty 23 czerwca 1932.
Podczas obrony Warszawy we wrześniu 1939 park był miejscem pochówków poległych. W maju 1943 został zamknięty dla ludności polskiej. W 1944 został częściowo zniszczony. Został zrekonstruowany po zakończeniu wojny.
W latach 2003–2005 przeprowadzona została modernizacja parku. Jej autorzy, Marek Szeniawski i Wojciech Trzópek oparli się na założeniach projektu pierwotnego. W ramach modernizacji przygotowano m.in. plac zabaw dla dzieci o powierzchni ponad 2 tys. m kw. W narożniku ulic Mickiewicza i Mierosławskiego utworzono kącik dla zakochanych z zabytkowym poidełkiem. Odrestaurowano także fontannę i wyeksponowano dwa kamienie upamiętniające 15. i 75. rocznicę odzyskania niepodległości.
Z inicjatywy Zarządu Zieleni m.st. Warszawy w okresie od lipca do września 2023 roku przeprowadzono pierwszą w Polsce inwentaryzację nietoperzy na terenie miejskim, która obejmowała m.in. park Stefana Żeromskiego. Wtedy po raz pierwszy w Warszawie stwierdzono obecność borowca leśnego (Nyctalus leisleri).

## Upamiętnienia
W parku znajdują się kamienie upamiętniające:

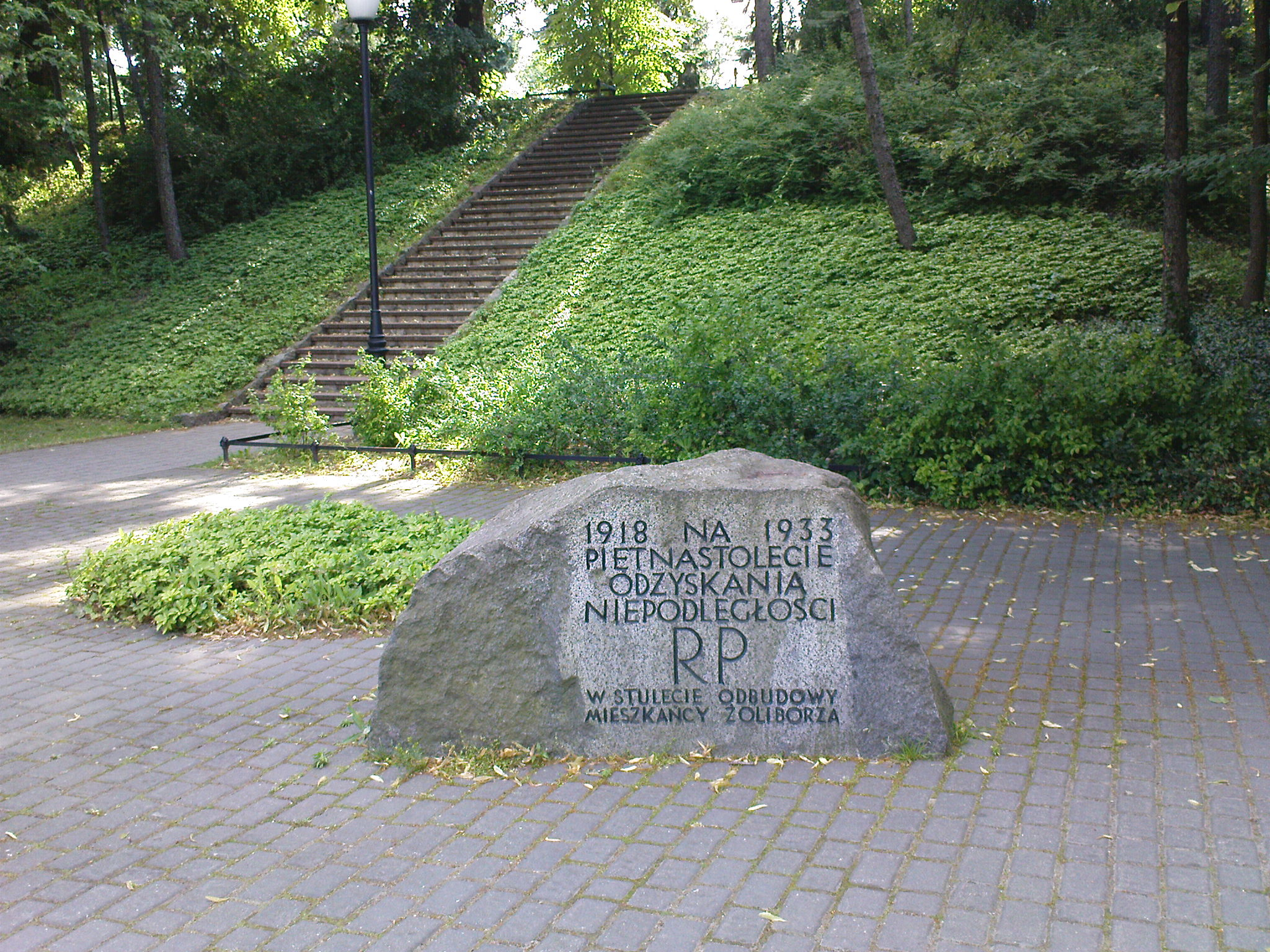
15. rocznicę odzyskania przez Polskę niepodległości
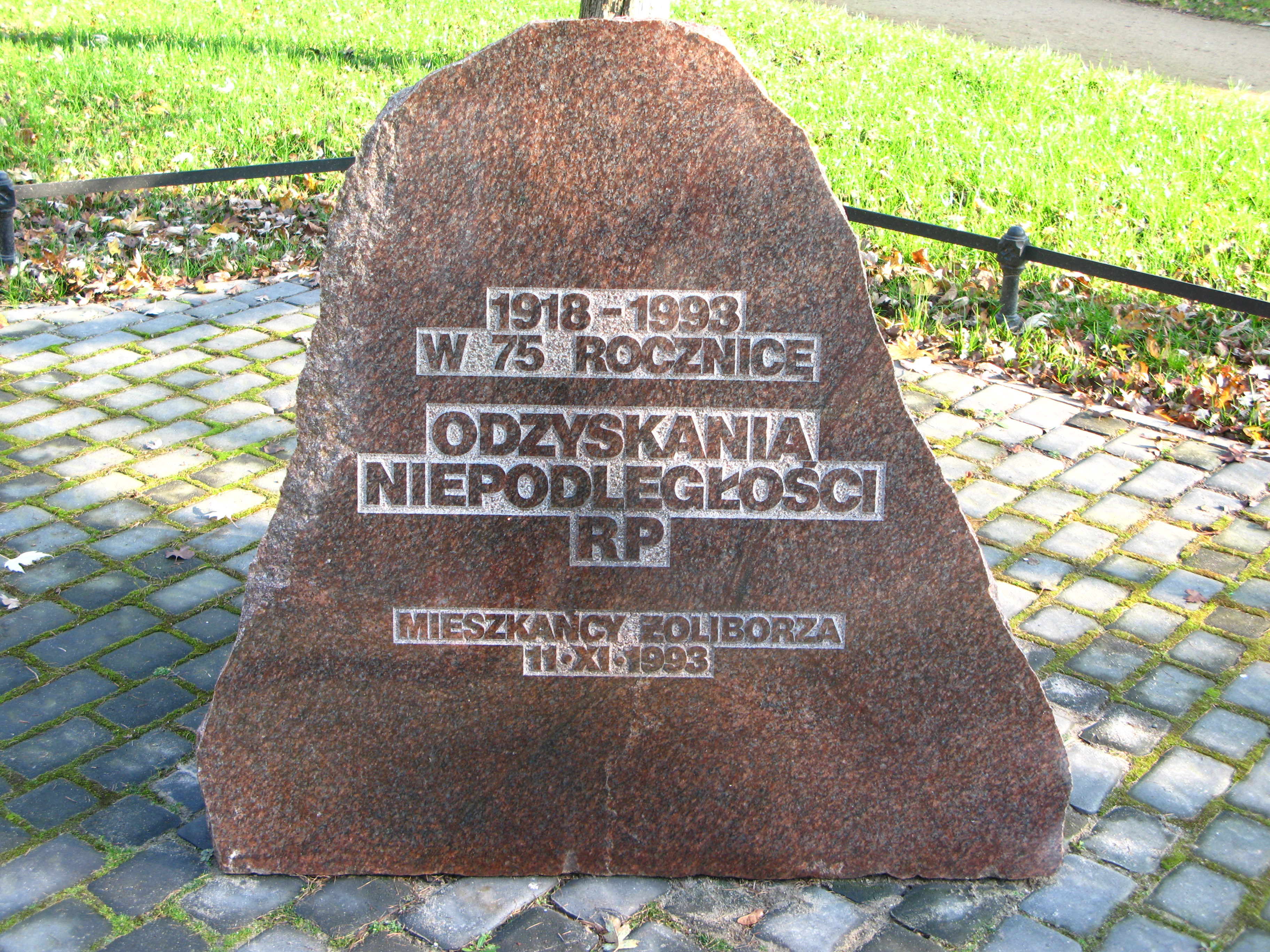
75. rocznicę odzyskania przez Polskę niepodległości
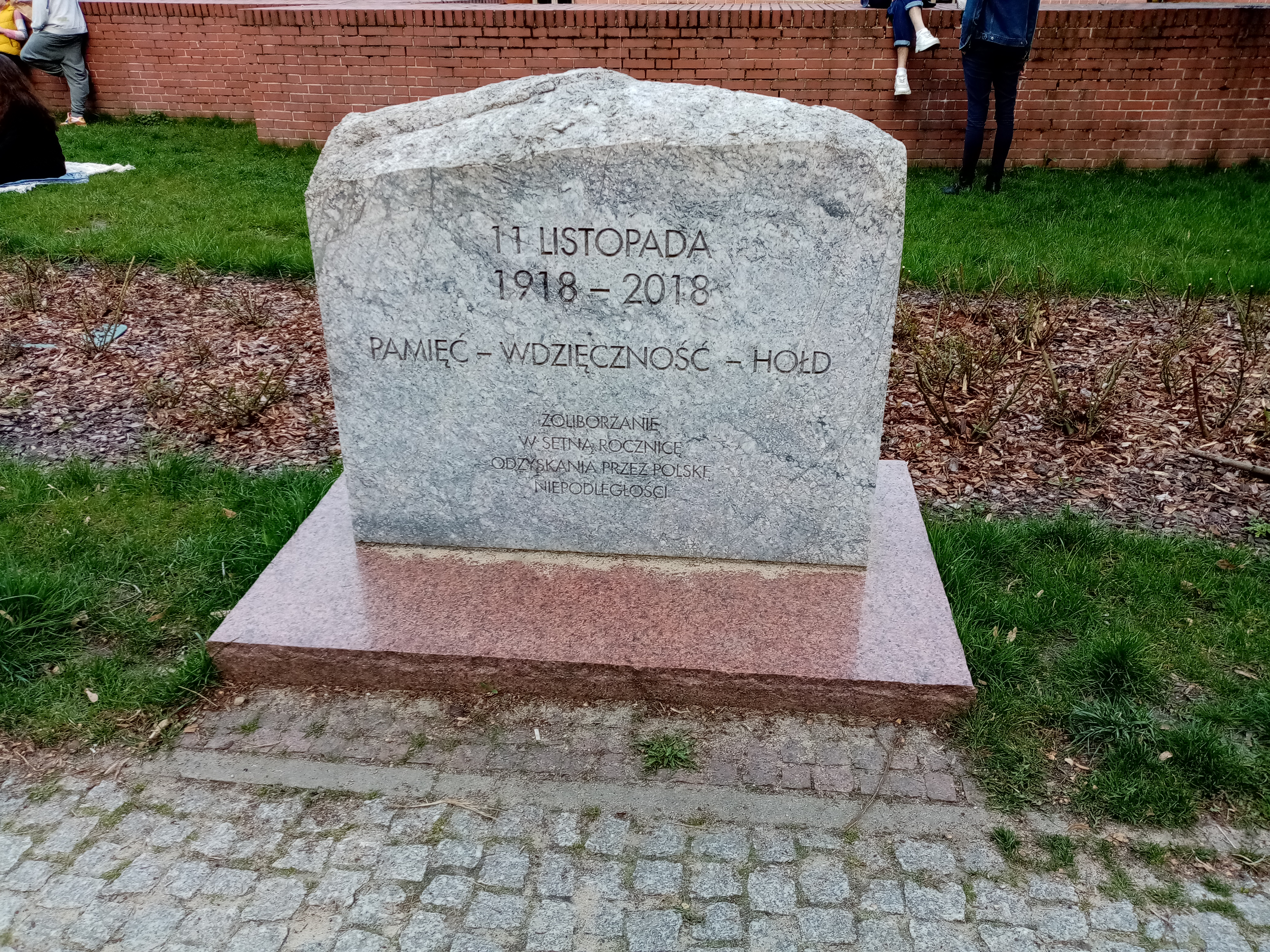
100. rocznicę odzyskania przez Polskę niepodległości
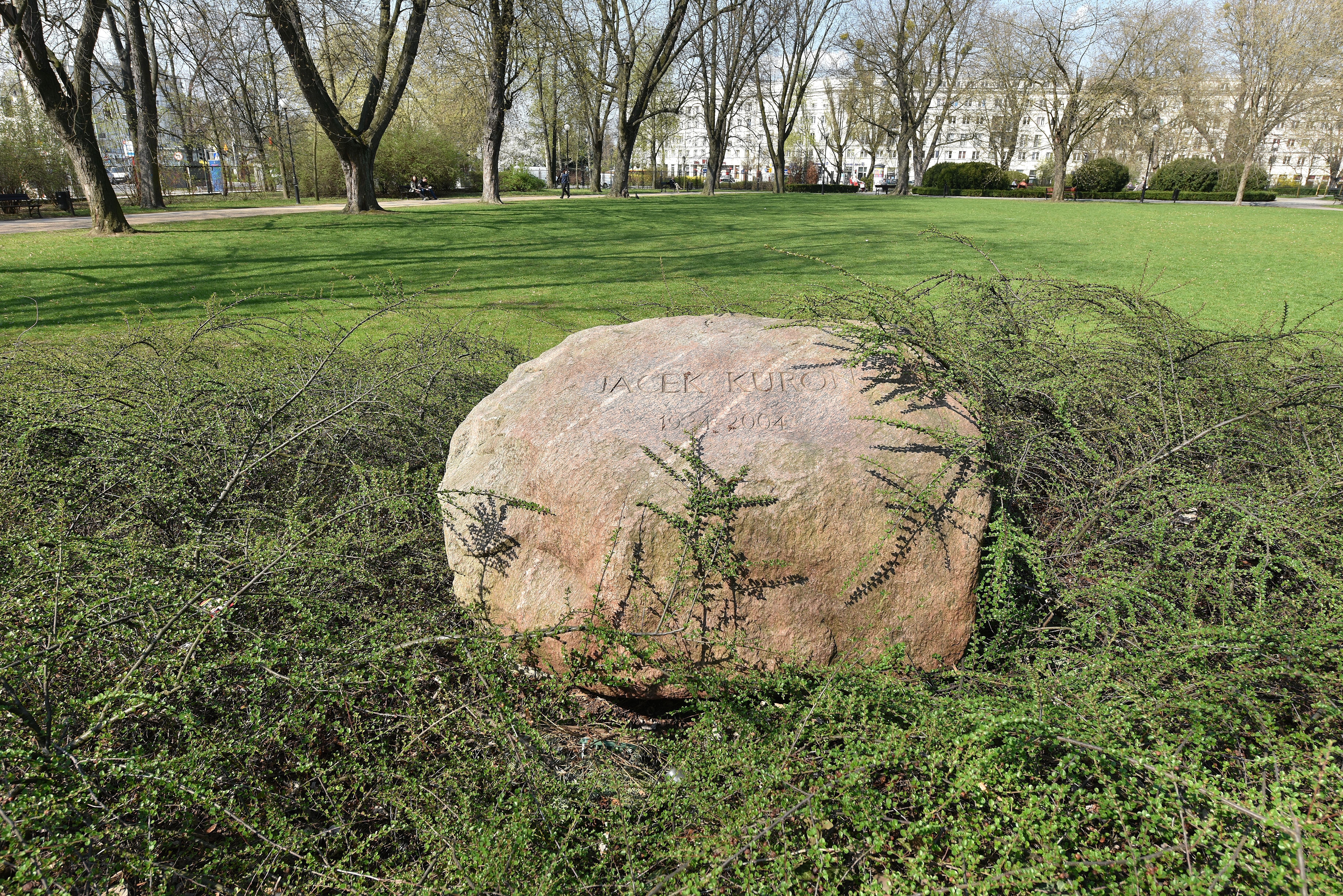
Jacka Kuronia, który mieszkał w pobliskim budynku przy ulicy Mickiewicza